# The ROPS
The ROPS（ザ・ロップス）は、日本のオルタナティヴ・ロックバンドである。K.RAIDEN DROPS（ケー・ライデンドロップス）、The Raiden Drops（ザ・ライデンドロップス）として活動後、ギターAKIの加入を機にバンド名を短縮形に改称した。

## 概要
2010年活動開始。ボーカル・Wang、ベース・Kulko、ドラムス・Scillyを中心とし、ゲストミュージシャンとしてキーボードに三国義貴、ギターに木暮武彦、Kiyoshi を迎え、2011年10月26日にシングル「冬の猿」を発表。
2022年4月、正式メンバーとしてギターAKIが加入。シングル「マスカラ」、「ALICE in the clubland」をリリース。東京都新宿区を拠点として、楽曲制作、ライブ活動を行っている。

## メンバー
- Wang（ワン）　ボーカル
- Kulko（クルコ）　ベース
- Scilly（シリィ）　ドラムス
- AKI（アキ）　ギター

### ゲストミュージシャン
- 三国義貴　キーボード
- 木暮武彦　ギター
- Kiyoshi　ギター

### 旧メンバー（K.RAIDEN DROPS時代）
- Koba（コバ）　ギター
- Hajime（ハジメ）　キーボード
- Mary（マリー）　サクソフォーン

## 経歴
2010年1月、K.RAIDEN DROPSとしてシングル「特出し」を発表。ダディ竹千代の紹介で三国義貴をゲストキーボードに迎え、楽曲を制作。ライブを行う。三国義貴プロデュースのMaxi single「冬の猿」制作に際し、ギターKobaが脱退。ゲストギタリストとして木暮武彦、Kiyoshiを招き、2011年10月にシングル「冬の猿」を発表。同年のYOKOHAMA SUMMER ROCK FES.Revolution Rocks2011に出演。その後も不定期にライブ活動を行っていたが、2022年にレギュラーのギタリストとしてAKIが加入。バンド名をそれまでの略称「The ROPS」に改め、「マスカラ」を発表。

## 作品
- 特出し/K.RAIDEN DROPS

1. 「残酷な料理」
2. 「つまり」
3. 「ハノン」

- 冬の猿/The Raiden Drops

1. 「いつかの夜」
2. 「毎夜」
3. 「恋しい」

- The ROPS

1. マスカラ（2023年11月8日）[5]
2. ALICE in the Clubland（2024年1月27日）[6]
3. iOnone（2024年4月25日）[7]